# Joe Mears
Joe Mears (né le 20 janvier 1905 à Londres et mort le 30 juin 1966 à Oslo) est un dirigeant sportif britannique. Il a notamment été président du Chelsea Football Club et de la Football Association.

## Biographie
Mears est le fils et le neveu des fondateurs du Chelsea Football Club, Joseph et Gus Mears.
Il est gardien de but pour le club des Old Malvernians avant de rejoindre le conseil d'administration de Chelsea en 1931, devenant ainsi à 26 ans le plus jeune directeur de la Football League.
Il devient président de Chelsea en 1940.
Mears est un Royal Marine pendant la Seconde Guerre mondiale, il était chargé des dispositions de sécurité pour le bunker du Premier ministre Winston Churchill.
Chelsea remporte son premier titre de première division en 1954–55. Mears cède à la pression de la Football League pour que le club ne prenne pas sa place dans la première Coupe des champions d'Europe lors de la saison suivante.
Il dirige la sélection de Londres lors de sa campagne Coupe des villes de foires 1955-1958. L'équipe a atteint la finale, perdant en finale contre le FC Barcelone.
Mears devient président de la Football Association en 1963. À ce titre, il est un personnage clé lors des préparatifs de l'Angleterre pour accueillir la Coupe du monde 1966. Il doit gérer la crise provoquée par le vol du trophée Jules Rimet. C'est lui qui reçoit la note de rançon du voleur et a ensuite participé à la récupération du trophée.
Il meurt d'une crise cardiaque à Oslo le 30 juin 1966, deux semaines avant le début de la Coupe du monde.